# Спекл
Спекл, спекл-структура (англ. speckle — крапинка, пятнышко) — случайная интерференционная картина, которая образуется при взаимной интерференции когерентных волн, имеющих случайные сдвиги фаз и/или случайный набор интенсивностей. На такой картине, как правило, можно отчётливо наблюдать светлые пятна, крапинки (их и называют спеклами), которые разделены тёмными участками изображения.
Спекл-картина образуется, например, при когерентном освещении случайно-неоднородных объектов, таких, как шероховатая поверхность, или при пропускании когерентного излучения через прозрачную среду с флуктуирующим в пространстве показателем преломления. Когерентное излучение может быть реализовано как лазерами, так и обычными источниками света широкого спектрального диапазона с протяжённым телом светимости, излучающим частично когерентный свет с малой длиной временной когерентности и малой областью пространственной когерентности.

## Применение
В силу неоднородности земной атмосферы, а также её турбулентности, спеклы хорошо видны, например, на фотографиях звёзд, сделанных при сильном увеличении с телескопов, размещённых на Земле, что может снижать качество полученных изображений. Так, попадающие в телескоп волны от наблюдаемых космических объектов имеют случайные фазовые задержки, а интерференционная картина в фокальной плоскости (мозаика пятен) при этом непрерывно меняется (изображение объекта как бы кипит). Тем не менее, спекл-структуры также могут служить носителем дополнительной измерительной информации. Анализ спекл-картин с успехом применяется для исследований тесных двойных звёзд. Если спектроскопические измерения дают размеры орбиты звёзд двойной системы в линейной мере (в а. е.), то при анализе спекл-картин — в угловой мере (в секундах дуги). Сопоставление этих данных позволяет определить расстояние до системы. Более того, так как основным результатом изучения орбит звёзд двойной системы является определение масс их компонентов, то анализ спекл-структур даёт возможность существенно увеличить число звёзд, для которых определена масса.
При исследовании поверхности спекл-структура содержит информацию о микрорельефе и форме объекта, о приповерхностном слое, о распределении и движении рассеивателей в нём. Так, из статистической обработки спеклов можно получить информацию о таких параметрах, как смещение, скорость движения, в том числе и рассеивателей в приповерхностном слое, амплитуде и частоте вибраций и т. д., изменение которых может быть обусловлено, как из-за контролируемых деформаций, смещений и внутреннего массопереноса, так и из-за протекания случайных процессов, таких как химические превращения и фазовые переходы, истирание в результате трения, осаждение, конденсация или испарение частиц на поверхность, нагревание и т. д.
Спекл-структура может быть использована для субъективной оценки дефектов зрения. При попадании в глаз человека излучения, содержащего спекл-структуру, на сетчатке формируется зернистое изображение. Движение головы наблюдателя приводит к различным эффектам, в зависимости от состояния зрительного аппарата. Так, наблюдатель с нормальным зрением видит изменяющуюся картину спеклов, воспринимаемую как хаотичное мерцание пятен. Наблюдатель с гиперметропией видит перемещение пятен спекл-структуры в том же направлении, что и движение его головы, с миопией — в противоположном направлении. Воспринимаемая наблюдателем скорость перемещения пятен прямо пропорциональна величине аномалии рефракции.

## Ссылка
- Спеклы — статья из Физической энциклопедии